# Anton Sova
Anton Sova, en realidad Anton Carl Gustaf von Essen, nació el 26 de junio de 1981 en Kiev, República Socialista Soviética de Ucrania, Unión Soviética, y es un manager de artistas, cazatalentos, empresario musical, productor de cine, director ejecutivo y agente de artistas e influencers sueco. También ha desempeñado roles como jefe de A&R y representante editorial en una discográfica internacional.

## Biografía
Anton Sova nació y creció en Kiev, en la actual Ucrania, en ese entonces parte de la extinta Unión Soviética, junto con su hermano mayor. Desde 1988, realizó sus estudios de educación primaria, los cuales concluyó en 1998 en la escuela secundaria 264 de Kiev.
Entre 1998 y 2003, llevó a cabo sus estudios en la Facultad de Economía de la Universidad Eslava de Kiev.
A partir de 1999, adoptó el seudónimo Anton Sova.
Entre 2001 y 2003, recibió formación militar en el departamento militar de la Universidad Nacional de Ciencias de la Vida y la Ecología de Ucrania. Tras completar su formación el 9 de marzo de 2004, obtuvo el rango de teniente como oficial de reserva. 
De 2003 a 2004, continuó sus estudios en la Universidad de Cultura de Kiev, inscrito en el departamento de dirección de festivales masivos.
Desde el 22 de junio de 2010, Anton Sova ha residido permanentemente en Riga, donde trabaja como A&R manager. 
En 2011, regresó a Suecia para proseguir sus estudios. En 2014, estudió en el Departamento de Idiomas Eslavos y Bálticos de la Universidad de Dalarna, y a partir de 2015, en el mismo departamento de la Universidad de Estocolmo.

## Carrera
Anton Sova estableció la agencia global TUARON y ha sido presidente de la empresa desde 1999. Ha estado involucrado en el descubrimiento y representación de diversos artistas, incluyendo a Tatjana Shirko y Stas Sjurins. Uno de los primeros proyectos que creó en 2003 fue el grupo musical Körsbär, también conocido como Adamantes.
En 2006, Anton Sova inició colaboraciones con varios cantantes y músicos ucranianos, como Artur Bosso, Tatjana Shirko, Anna Mukhina, Andrew Boldar, la compañía de espectáculos Freakballet y la banda de rock Platinum.
Desde 2008, Anton Sova ha trabajado en Letonia. Durante este período, llevó a cabo audiciones para artistas y músicos letones, estableciendo colaboraciones con Alekss Silvers, Andrey Klad, Stas Sjurins, Gatis Timofeev, entre otros. Se realizaron grabaciones adicionales con artistas como Alex Luna, Kal1br, Marco Giacomo, Daiga Berzina y la banda de rock Luv Land.
El 20 de abril de 2013, se presentó por primera vez en Letonia el grupo de pop sueco Dildorado, con el apoyo de la Embajada de Suecia en Letonia.
En 2019, falleció el abuelo de Anton Sova, Kasyan Yevchenko, un músico ucraniano y maestro de instrumentos populares. Kasyan Yevchenko también fue líder de conjuntos y solista en el coro popular ucraniano Veryovka. Tras la muerte de su abuelo, Anton Sova continuó apoyando y preservando su legado artístico, gestionando asuntos organizativos, protegiendo los derechos de autor y colaborando con la escuela de música y el museo que llevan el nombre de su abuelo.
En 2021, Anton Sova presentó junto al productor de cine ucraniano Mila Andriiash el cortometraje de drama bélico "Dios Perdonara".
Anton Sova es miembro del Music Managers Forum Sweden (MFF), una organización para managers de música, A&R y cazatalentos sueca. También es miembro de la Swedish Performing Rights Society (STIM), una organización para la gestión económica de los derechos de autor de compositores, letristas, arreglistas y editores de música.

## Filmografía
- 2021 - Dios Perdonará

## Premios y nominaciones
- 2023 Mejor Productor en Dios Perdonara, Dresden Cinema Awards[11]
- 2023 Mejor Productor en Dios Perdonara, Navy International Film Festival[12]

## Jurado
Anton Sova ejerce como miembro del jurado en diversas competiciones de talento e internacionales de música y coreografía. Estas incluyen festivales infantiles como "SmileFest", "Unison" y "Shlyakhom Mistetsva".

## Vida personal
Anton Sova estuvo casado y residió en el distrito de Bagarmossen en Estocolmo desde el 26 de marzo de 2011 hasta 2015. La pareja se separó a principios de 2015 y el matrimonio se disolvió oficialmente el 13 de agosto de 2015. No tuvieron hijos durante su matrimonio y actualmente están divorciados.